# Urophora m-nigrum
Urophora m-nigrum är en tvåvingeart som först beskrevs av Friedrich Georg Hendel 1914.  Urophora m-nigrum ingår i släktet Urophora och familjen borrflugor. Inga underarter finns listade i Catalogue of Life.